# Tameka Yallop
Tameka Yallop, nata Butt (Orange, 16 giugno 1991), è una calciatrice australiana, centrocampista del Brisbane Roar e della nazionale australiana.

## Biografia
Nel 2009, 2013 e 2018 vince per 3 volte il campionato australiano con la maglia del Brisbane Roar.
Ha rappresentato l'Australia ai Giochi olimpici estivi di Rio de Janeiro 2016.
Nel dicembre 2017 Yallop ha annunciato su Twitter il fidanzamento con la compagna di squadra del Klepp Kirsty Yallop, con la quale si è sposata a Mangawhai in Nuova Zelanda il 9 febbraio 2019. A seguito del matrimonio ha adottato il cognome Yallop.

## Palmarès

### Club
- Campionato australiano: 2

Queensland Roar: 2008-2009
Brisbane Roar: 2010-2011

### Nazionale
- Cup of Nations: 2

2019, 2023